# Giovanni Vincenzo Acquaviva d’Aragona
Giovanni Vincenzo Acquaviva d’Aragona (ur. między 1490 a 1495 w Neapolu, zm. 16 sierpnia 1546 w Itri) – włoski kardynał.

## Życiorys
Urodził się pomiędzy 1490 a 1495 rokiem w Neapolu, jako syn Andrea Matteo III Acquaviva d'Aragony i Isabelli Piccolomini Todeschini. W młodości przyjął święcenia subdiakonatu. 7 lutego 1537 roku został wybrany biskupem Melfi i Rapolli. Pełnił funkcję archiprezbitera bazyliki Santa Maria in Platea di San Flaviano i prefekta Zamku Świętego Anioła. 2 czerwca 1542 roku został kreowany kardynałem prezbiterem i otrzymał kościół tytularny Santi Silvestro e Martino ai Monti. Zmarł 16 sierpnia 1546 roku w Itri.